# Campionato mondiale costruttori di Formula 1
Il campionato mondiale costruttori di Formula 1 (in inglese Formula One World Constructors' Championship, abbreviato WCC) viene attribuito ufficialmente dalla Federazione Internazionale dell'Automobile ed è determinato da un particolare sistema di punteggio, che nel corso degli anni è variato, basato sui risultati ottenuti in ogni Gran Premio.

## Criterio

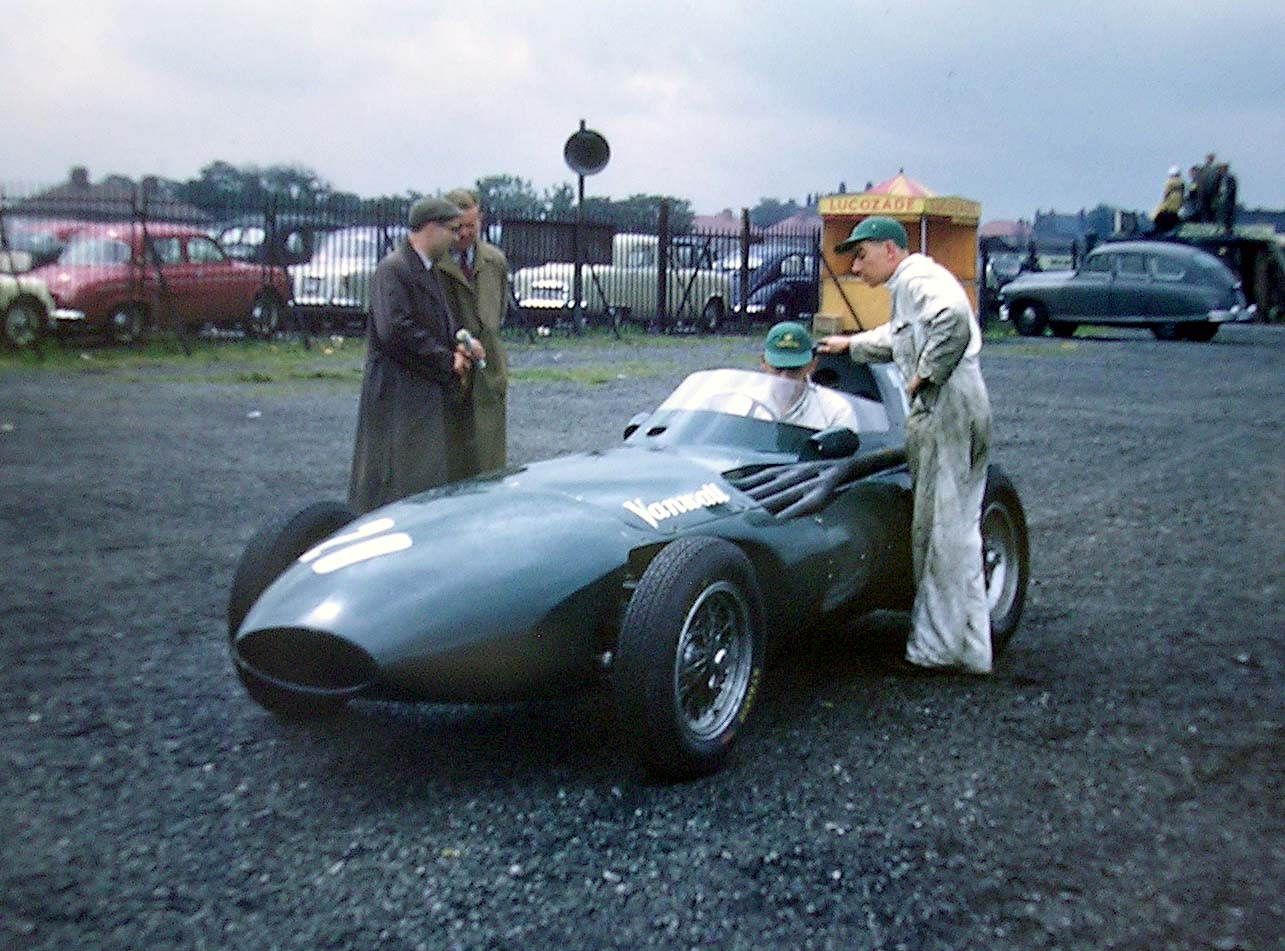
Una VW5 con cui la britannica vinse la prima Constructors' Cup della storia nella stagione

La diversa combinazione tra telaio, motore e pneumatici viene considerata in ottica differente per l'attribuzione del Campionato. Il trofeo, che fino al 1981 vedeva assegnata una Coppa (Constructors' Cup), viene calcolato in base a una sommatoria dei punti ottenuti dai piloti in gara della singola squadra. Prima del 1979, molte stagioni vedevano soltanto il punteggio più alto del pilota in ogni gara e per ogni singola squadra a portare punti nel trofeo costruttori, senza dimenticare inoltre la divisione in due “tronconi” di gare e una pressoché astrusa regola degli scarti, dove al pilota (e quindi alla squadra) era concesso, per ogni troncone, di scartare il peggiore risultato ottenuto.
Soltanto in dodici occasioni il campionato costruttori non ha visto vincente la vettura guidata dal vincitore del campionato piloti; da ultimo il titolo costruttori 2024 (assegnato alla McLaren, mentre il titolo piloti è stato vinto dal pilota olandese della Red Bull, Max Verstappen). In particolare, la Ferrari per ben 5 volte ha ottenuto il titolo costruttori senza vincere il titolo piloti (nel 1976, 1982, 1983, 1999 e 2008), mentre al contrario la McLaren ha vinto ben 4 volte il titolo piloti mancando quello dei costruttori (nel 1976, 1986, 1999 e 2008).

## Statistiche
Il titolo è stato messo in palio per la prima volta nel 1958, vinto dalla Vanwall con il modello VW5. Il primo costruttore a vincere per due volte consecutive il titolo fu la Cooper, nel 1959 e nel 1960. Soltanto in tre occasioni le scuderie hanno ottenuto il mondiale utilizzando tre modelli diversi (la Ferrari nel 1964, la Brabham nel 1967 e la Tyrrell nel 1971). Nel 2007 la Ferrari ottenne il titolo totalizzando 204 punti, aggiudicandosi il mondiale matematicamente dopo l'annullamento dei punti conseguiti dalla McLaren (203, tenendo conto di un'ulteriore penalità di 15 punti ricevuta in precedenza), dovuto alla vicenda della Spy-Story, che ha visto il team inglese condannato a una multa pecuniaria di 100 milioni e all'azzeramento dei punti nella classifica costruttori (ma non in quella piloti). Il campionato mondiale costruttori è stato deciso nella gara finale 19 volte sulle 67 stagioni nelle quali è stato assegnato. Il titolo iridato conquistato più velocemente è stato quello ottenuto nel 2023 dalla Red Bull, che se l'è assicurato quando mancavano ancora sei gare da disputare.
In totale soltanto 15 scuderie hanno vinto il campionato (e 5 nazioni: Regno Unito, Italia, Francia, Austria e Germania), con la Ferrari che detiene il record di titoli vinti (16), mentre la Mercedes è quella che ne ha vinti di più consecutivamente (8, tra il 2014 e il 2021). Nel 2023 la Red Bull ha vinto il titolo con il record di punti (860), nonché con il maggior margine sul secondo (451); questo è stato possibile anche grazie al nuovo sistema di punteggio entrato in vigore nel 2010, del punto addizionale per il giro più veloce, tra i primi dieci, reintrodotto nel 2019 e usato fino al 2024, e dell'assegnazione dei punti durante la Sprint, apportata nel 2021.
Il campione del mondo in carica della categoria è la McLaren.

## Albo d'oro

### Per stagione
Così come la tabella piloti, anche in quella che segue vengono indicati, oltre alla scuderia con il modello (o i modelli) utilizzati, anche il motore, lo pneumatico e i piloti che hanno contribuito a portare il titolo alla scuderia vincente, nonché i dati sulle pole position, le vittorie, i podi, i giri veloci, i punti e il margine sul secondo classificato, sempre riferiti alla stagione di conquista del titolo. In grassetto sono indicati quei piloti che hanno vinto anche il campionato mondiale a loro riservato.
| Anno | Costruttore Modello       | Motore        | Pneumatici | Piloti                                                                        | Pole | Vitt. | Podi | G.V. | Punti | Conquista     | Margine | Su         |
| ---- | ------------------------- | ------------- | ---------- | ----------------------------------------------------------------------------- | ---- | ----- | ---- | ---- | ----- | ------------- | ------- | ---------- |
| 1958 | Vanwall VW5               | Vanwall       | D          | Stirling Moss Tony Brooks                                                     | 5    | 6     | 9    | 3    | 48    | Gara 10 di 11 | 8       | Ferrari    |
| 1959 | Cooper T51                | Climax        | D          | Bruce McLaren Jack Brabham Stirling Moss                                      | 5    | 5     | 13   | 5    | 40    | Gara 8 di 9   | 8       | Ferrari    |
| 1960 | Cooper T51 T53            | Climax        | D          | Bruce McLaren Jack Brabham                                                    | 4    | 6     | 14   | 5    | 48    | Gara 7 di 10  | 14      | Lotus      |
| 1961 | Ferrari 156 F1            | Ferrari       | D          | Phil Hill Wolfgang von Trips Giancarlo Baghetti                               | 6    | 5     | 14   | 5    | 40    | Gara 5 di 8   | 8       | Lotus      |
| 1962 | BRM P57                   | BRM           | D          | Graham Hill                                                                   | 1    | 4     | 8    | 3    | 42    | Gara 9 di 9   | 6       | Lotus      |
| 1963 | Lotus 25                  | Climax        | D          | Jim Clark                                                                     | 7    | 7     | 9    | 6    | 54    | Gara 7 di 10  | 18      | BRM        |
| 1964 | Ferrari 156 Aero 158 1512 | Ferrari       | D          | Lorenzo Bandini John Surtees                                                  | 2    | 3     | 10   | 2    | 45    | Gara 10 di 10 | 3       | BRM        |
| 1965 | Lotus 25 33               | Climax        | D          | Jim Clark                                                                     | 6    | 6     | 7    | 6    | 54    | Gara 7 di 10  | 9       | BRM        |
| 1966 | Brabham BT19 BT20         | Repco         | G          | Jack Brabham                                                                  | 3    | 4     | 9    | 2    | 42    | Gara 8 di 9   | 11      | Ferrari    |
| 1967 | Brabham BT19 BT20 BT24    | Repco         | G          | Jack Brabham Denny Hulme                                                      | 2    | 4     | 14   | 2    | 63    | Gara 8 di 11  | 19      | Lotus      |
| 1968 | Lotus 49 49B              | Ford Cosworth | F          | Jim Clark Graham Hill Jo Siffert Jackie Oliver                                | 5    | 5     | 9    | 5    | 62    | Gara 12 di 12 | 13      | McLaren    |
| 1969 | Matra MS10 MS80           | Ford Cosworth | D          | Jackie Stewart Jean-Pierre Beltoise                                           | 2    | 6     | 10   | 6    | 66    | Gara 8 di 11  | 17      | Brabham    |
| 1970 | Lotus 49C 72C             | Ford Cosworth | F          | Jochen Rindt John Miles Graham Hill Emerson Fittipaldi                        | 3    | 6     | 7    | 1    | 59    | Gara 12 di 13 | 7       | Ferrari    |
| 1971 | Tyrrell 001 002 003       | Ford Cosworth | G          | Jackie Stewart François Cevert                                                | 6    | 7     | 11   | 4    | 73    | Gara 9 di 11  | 37      | BRM        |
| 1972 | Lotus 72D                 | Ford Cosworth | F          | Emerson Fittipaldi                                                            | 3    | 5     | 8    | 0    | 61    | Gara 10 di 12 | 10      | Tyrrell    |
| 1973 | Lotus 72D 72E             | Ford Cosworth | G          | Emerson Fittipaldi Ronnie Peterson                                            | 10   | 7     | 15   | 7    | 92    | Gara 15 di 15 | 10      | Tyrrell    |
| 1974 | McLaren M23               | Ford Cosworth | G          | 5 Emerson Fittipaldi 6/56 Denny Hulme 33 Mike Hailwood                        | 2    | 4     | 10   | 1    | 73    | Gara 15 di 15 | 8       | Ferrari    |
| 1975 | Ferrari 312 B3-74 312 T   | Ferrari       | G          | 11 Clay Regazzoni 12 Niki Lauda                                               | 9    | 6     | 11   | 6    | 72,5  | Gara 13 di 14 | 18,5    | Brabham    |
| 1976 | Ferrari 312 T 312 T2      | Ferrari       | G          | 1 Niki Lauda 2 Clay Regazzoni                                                 | 4    | 6     | 13   | 7    | 83    | Gara 15 di 16 | 9       | McLaren    |
| 1977 | Ferrari 312 T2            | Ferrari       | G          | 11 Niki Lauda 12 Carlos Reutemann                                             | 2    | 4     | 16   | 3    | 95    | Gara 14 di 17 | 33      | Lotus      |
| 1978 | Lotus 78 79               | Ford Cosworth | G          | 5 Mario Andretti 6 Ronnie Peterson                                            | 12   | 8     | 14   | 7    | 86    | Gara 13 di 16 | 28      | Ferrari    |
| 1979 | Ferrari 312 T3 312 T4     | Ferrari       | M          | 11 Jody Scheckter 12 Gilles Villeneuve                                        | 2    | 6     | 13   | 6    | 113   | Gara 13 di 15 | 38      | Williams   |
| 1980 | Williams FW07 FW07B       | Ford Cosworth | G          | 27 Alan Jones 28 Carlos Reutemann                                             | 3    | 6     | 18   | 6    | 120   | Gara 12 di 14 | 54      | Ligier     |
| 1981 | Williams FW07C            | Ford Cosworth | M G        | 1 Alan Jones 2 Carlos Reutemann                                               | 2    | 4     | 13   | 7    | 95    | Gara 14 di 15 | 34      | Brabham    |
| 1982 | Ferrari 126 C2            | Ferrari       | G          | 27 Gilles Villeneuve 28 Didier Pironi (27) Patrick Tambay (28) Mario Andretti | 3    | 3     | 11   | 2    | 74    | Gara 16 di 16 | 5       | McLaren    |
| 1983 | Ferrari 126 C2B 126 C3    | Ferrari       | G          | 27 Patrick Tambay 28 René Arnoux                                              | 8    | 4     | 12   | 3    | 89    | Gara 15 di 15 | 10      | Renault    |
| 1984 | McLaren MP4/2             | TAG Porsche   | M          | 7 Alain Prost 8 Niki Lauda                                                    | 3    | 12    | 18   | 8    | 143,5 | Gara 13 di 16 | 86      | Ferrari    |
| 1985 | McLaren MP4/2B            | TAG Porsche   | G          | 1 Niki Lauda 2 Alain Prost                                                    | 2    | 6     | 12   | 6    | 90    | Gara 16 di 16 | 8       | Ferrari    |
| 1986 | Williams FW11             | Honda         | G          | 5 Nigel Mansell 6 Nelson Piquet                                               | 4    | 9     | 19   | 11   | 141   | Gara 14 di 16 | 45      | McLaren    |
| 1987 | Williams FW11B            | Honda         | G          | 5 Nigel Mansell 6 Nelson Piquet                                               | 12   | 9     | 18   | 7    | 137   | Gara 13 di 16 | 61      | McLaren    |
| 1988 | McLaren MP4/4             | Honda         | G          | 11 Alain Prost 12 Ayrton Senna                                                | 15   | 15    | 25   | 10   | 199   | Gara 11 di 16 | 134     | Ferrari    |
| 1989 | McLaren MP4/5             | Honda         | G          | 1 Ayrton Senna 2 Alain Prost                                                  | 15   | 10    | 18   | 8    | 141   | Gara 12 di 16 | 64      | Williams   |
| 1990 | McLaren MP4/5B            | Honda         | G          | 27 Ayrton Senna 28 Gerhard Berger                                             | 12   | 6     | 18   | 5    | 121   | Gara 15 di 16 | 11      | Ferrari    |
| 1991 | McLaren MP4/6             | Honda         | G          | 1 Ayrton Senna 2 Gerhard Berger                                               | 10   | 8     | 18   | 4    | 139   | Gara 16 di 16 | 14      | Williams   |
| 1992 | Williams FW14B            | Renault       | G          | 5 Nigel Mansell 6 Riccardo Patrese                                            | 15   | 10    | 21   | 11   | 164   | Gara 12 di 16 | 65      | McLaren    |
| 1993 | Williams FW15C            | Renault       | G          | 0 Damon Hill 2 Alain Prost                                                    | 15   | 10    | 22   | 10   | 168   | Gara 12 di 16 | 84      | McLaren    |
| 1994 | Williams FW16 FW16B       | Renault       | G          | 0 Damon Hill (2) David Coulthard (2) Nigel Mansell                            | 6    | 7     | 13   | 8    | 118   | Gara 16 di 16 | 15      | Benetton   |
| 1995 | Benetton B195             | Renault       | G          | 1 Michael Schumacher 2 Johnny Herbert                                         | 4    | 11    | 15   | 8    | 137   | Gara 16 di 17 | 25      | Williams   |
| 1996 | Williams FW18             | Renault       | G          | 5 Damon Hill 6 Jacques Villeneuve                                             | 12   | 12    | 21   | 11   | 175   | Gara 12 di 16 | 105     | Ferrari    |
| 1997 | Williams FW19             | Renault       | G          | 3 Jacques Villeneuve 4 Heinz-Harald Frentzen                                  | 11   | 8     | 15   | 9    | 123   | Gara 16 di 17 | 21      | Ferrari    |
| 1998 | McLaren MP4/13            | Mercedes      | B          | 7 David Coulthard 8 Mika Häkkinen                                             | 12   | 9     | 20   | 9    | 156   | Gara 16 di 16 | 23      | Ferrari    |
| 1999 | Ferrari F399              | Ferrari       | B          | 3 Michael Schumacher 4 Eddie Irvine (3) Mika Salo                             | 3    | 6     | 17   | 6    | 128   | Gara 16 di 16 | 4       | McLaren    |
| 2000 | Ferrari F1-2000           | Ferrari       | B          | 3 Michael Schumacher 4 Rubens Barrichello                                     | 10   | 10    | 21   | 5    | 170   | Gara 17 di 17 | 18      | McLaren    |
| 2001 | Ferrari F2001             | Ferrari       | B          | 1 Michael Schumacher 2 Rubens Barrichello                                     | 11   | 9     | 24   | 3    | 179   | Gara 13 di 17 | 77      | McLaren    |
| 2002 | Ferrari F2001 F2002       | Ferrari       | B          | 1 Michael Schumacher 2 Rubens Barrichello                                     | 10   | 15    | 27   | 12   | 221   | Gara 13 di 17 | 129     | Williams   |
| 2003 | Ferrari F2002 F2003-GA    | Ferrari       | B          | 1 Michael Schumacher 2 Rubens Barrichello                                     | 8    | 8     | 16   | 8    | 158   | Gara 16 di 16 | 14      | Williams   |
| 2004 | Ferrari F2004             | Ferrari       | B          | 1 Michael Schumacher 2 Rubens Barrichello                                     | 12   | 15    | 29   | 14   | 262   | Gara 13 di 18 | 143     | BAR        |
| 2005 | Renault R25               | Renault       | M          | 5 Fernando Alonso 6 Giancarlo Fisichella                                      | 7    | 8     | 18   | 3    | 191   | Gara 19 di 19 | 9       | McLaren    |
| 2006 | Renault R26               | Renault       | M          | 1 Fernando Alonso 2 Giancarlo Fisichella                                      | 7    | 8     | 19   | 5    | 206   | Gara 18 di 18 | 5       | Ferrari    |
| 2007 | Ferrari F2007             | Ferrari       | B          | 5 Felipe Massa 6 Kimi Räikkönen                                               | 9    | 9     | 22   | 12   | 204   | Gara 14 di 17 | 103     | BMW Sauber |
| 2008 | Ferrari F2008             | Ferrari       | B          | 1 Kimi Räikkönen 2 Felipe Massa                                               | 8    | 8     | 19   | 13   | 172   | Gara 18 di 18 | 21      | McLaren    |
| 2009 | Brawn BGP 001             | Mercedes      | B          | 22 Jenson Button 23 Rubens Barrichello                                        | 5    | 8     | 15   | 4    | 172   | Gara 16 di 17 | 18,5    | Red Bull   |
| 2010 | Red Bull RB6              | Renault       | B          | 5 Sebastian Vettel 6 Mark Webber                                              | 15   | 9     | 20   | 6    | 498   | Gara 18 di 19 | 44      | McLaren    |
| 2011 | Red Bull RB7              | Renault       | P          | 1 Sebastian Vettel 2 Mark Webber                                              | 18   | 12    | 27   | 10   | 650   | Gara 16 di 19 | 153     | McLaren    |
| 2012 | Red Bull RB8              | Renault       | P          | 1 Sebastian Vettel 2 Mark Webber                                              | 8    | 7     | 14   | 7    | 460   | Gara 19 di 20 | 60      | Ferrari    |
| 2013 | Red Bull RB9              | Renault       | P          | 1 Sebastian Vettel 2 Mark Webber                                              | 11   | 13    | 24   | 12   | 596   | Gara 16 di 19 | 236     | Mercedes   |
| 2014 | Mercedes W05              | Mercedes      | P          | 44 Lewis Hamilton 6 Nico Rosberg                                              | 18   | 16    | 31   | 12   | 701   | Gara 16 di 19 | 296     | Red Bull   |
| 2015 | Mercedes W06              | Mercedes      | P          | 44 Lewis Hamilton 6 Nico Rosberg                                              | 18   | 16    | 32   | 13   | 703   | Gara 15 di 19 | 275     | Ferrari    |
| 2016 | Mercedes W07              | Mercedes      | P          | 44 Lewis Hamilton 6 Nico Rosberg                                              | 20   | 19    | 33   | 9    | 765   | Gara 17 di 21 | 297     | Red Bull   |
| 2017 | Mercedes W08              | Mercedes      | P          | 44 Lewis Hamilton 77 Valtteri Bottas                                          | 15   | 12    | 26   | 9    | 668   | Gara 17 di 20 | 146     | Ferrari    |
| 2018 | Mercedes W09              | Mercedes      | P          | 44 Lewis Hamilton 77 Valtteri Bottas                                          | 13   | 11    | 25   | 10   | 655   | Gara 20 di 21 | 84      | Ferrari    |
| 2019 | Mercedes W10              | Mercedes      | P          | 44 Lewis Hamilton 77 Valtteri Bottas                                          | 10   | 15    | 32   | 9    | 739   | Gara 17 di 21 | 235     | Ferrari    |
| 2020 | Mercedes W11              | Mercedes      | P          | 44 Lewis Hamilton 77 Valtteri Bottas (63) George Russell                      | 15   | 13    | 25   | 9    | 573   | Gara 13 di 17 | 254     | Red Bull   |
| 2021 | Mercedes W12              | Mercedes      | P          | 44 Lewis Hamilton 77 Valtteri Bottas                                          | 9    | 9     | 28   | 10   | 613,5 | Gara 22 di 22 | 28      | Red Bull   |
| 2022 | Red Bull RB18             | RBPT          | P          | 1 Max Verstappen 11 Sergio Pérez                                              | 8    | 17    | 28   | 8    | 759   | Gara 19 di 22 | 205     | Ferrari    |
| 2023 | Red Bull RB19             | Honda RBPT    | P          | 1 Max Verstappen 11 Sergio Pérez                                              | 14   | 21    | 30   | 11   | 860   | Gara 16 di 22 | 451     | Mercedes   |
| 2024 | McLaren MCL38             | Mercedes      | P          | 81 Oscar Piastri 4 Lando Norris                                               | 8    | 6     | 21   | 7    | 666   | Gara 24 di 24 | 14      | Ferrari    |

### Per costruttore

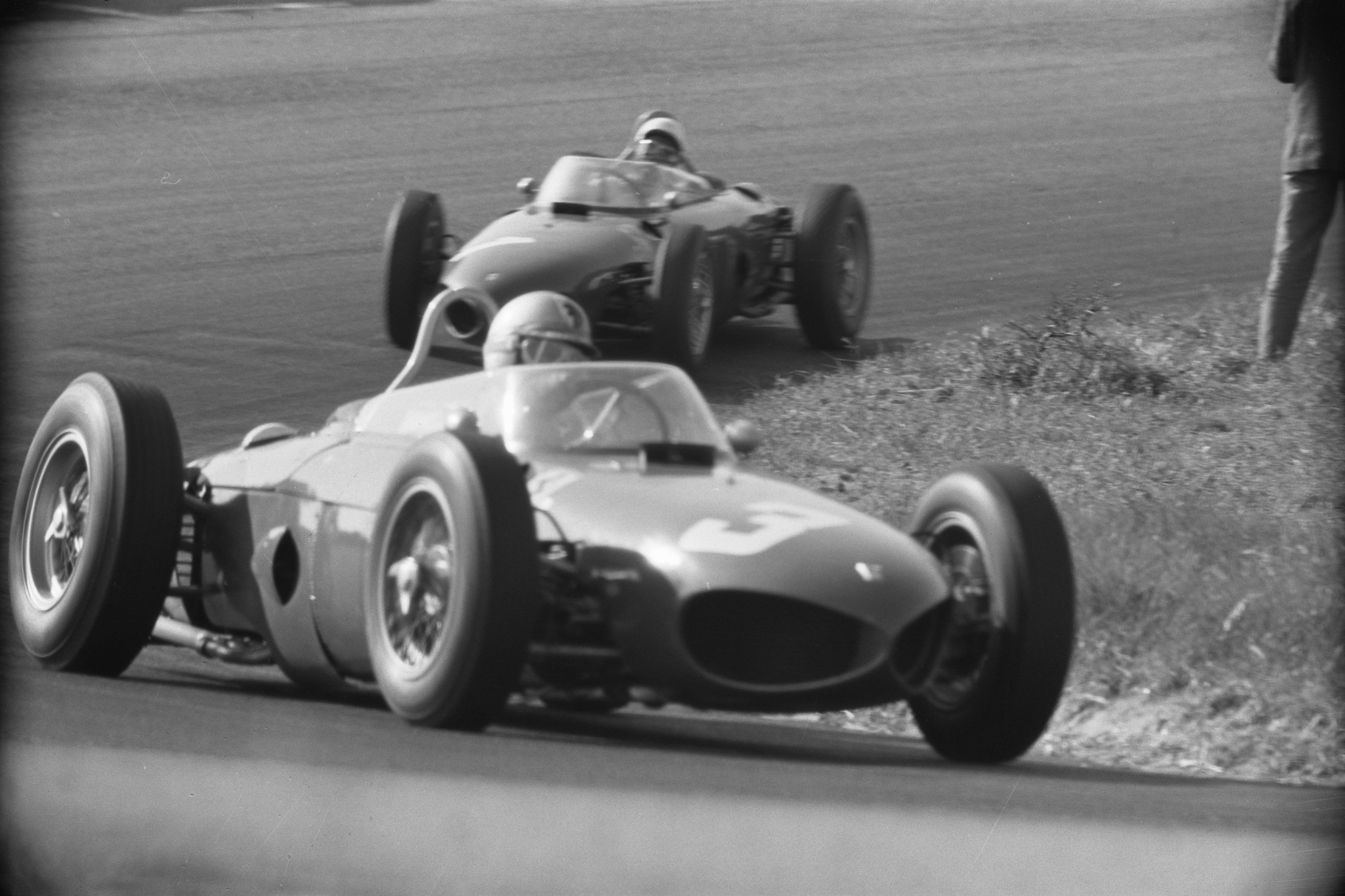
Le 156 F1 che diedero alla il suo primo mondiale costruttori di Formula 1 nella stagione : la squadra italiana, con 16 titoli nella categoria, ne detiene il record sia come costruttore sia come fornitore.

| Costruttore | Totale | Stagioni                                                                                       |
| ----------- | ------ | ---------------------------------------------------------------------------------------------- |
| Ferrari     | 16     | 1961, 1964, 1975, 1976, 1977, 1979, 1982, 1983, 1999, 2000, 2001, 2002, 2003, 2004, 2007, 2008 |
| Williams    | 9      | 1980, 1981, 1986, 1987, 1992, 1993, 1994, 1996, 1997                                           |
| McLaren     | 9      | 1974, 1984, 1985, 1988, 1989, 1990, 1991, 1998, 2024                                           |
| Mercedes    | 8      | 2014, 2015, 2016, 2017, 2018, 2019, 2020, 2021                                                 |
| Lotus       | 7      | 1963, 1965, 1968, 1970, 1972, 1973, 1978                                                       |
| Red Bull    | 6      | 2010, 2011, 2012, 2013, 2022, 2023                                                             |
| Cooper      | 2      | 1959, 1960                                                                                     |
| Brabham     | 2      | 1966, 1967                                                                                     |
| Renault     | 2      | 2005, 2006                                                                                     |
| Vanwall     | 1      | 1958                                                                                           |
| BRM         | 1      | 1962                                                                                           |
| Matra       | 1      | 1969                                                                                           |
| Tyrrell     | 1      | 1971                                                                                           |
| Benetton    | 1      | 1995                                                                                           |
| Brawn       | 1      | 2009                                                                                           |

### Per motore
| Motore        | Totale | Stagioni                                                                                       |
| ------------- | ------ | ---------------------------------------------------------------------------------------------- |
| Ferrari       | 16     | 1961, 1964, 1975, 1976, 1977, 1979, 1982, 1983, 1999, 2000, 2001, 2002, 2003, 2004, 2007, 2008 |
| Renault       | 12     | 1992, 1993, 1994, 1995, 1996, 1997, 2005, 2006, 2010, 2011, 2012, 2013                         |
| Mercedes      | 11     | 1998, 2009, 2014, 2015, 2016, 2017, 2018, 2019, 2020, 2021, 2024                               |
| Ford Cosworth | 10     | 1968, 1969, 1970, 1971, 1972, 1973, 1974, 1978, 1980, 1981                                     |
| Honda         | 6      | 1986, 1987, 1988, 1989, 1990, 1991                                                             |
| Climax        | 4      | 1959, 1960, 1963, 1965                                                                         |
| Repco         | 2      | 1966, 1967                                                                                     |
| TAG Porsche   | 2      | 1984, 1985                                                                                     |
| RBPT          | 2      | 2022, 2023                                                                                     |
| Vanwall       | 1      | 1958                                                                                           |
| BRM           | 1      | 1962                                                                                           |

### Per pneumatici
| Pneumatici  | Totale | Stagioni |
| ----------- | ------ | --- |
| Goodyear    | 26     | 1966, 1967, 1971, 1973, 1974, 1975, 1976, 1977, 1978, 1980, 1981, 1982, 1983, 1985, 1986, 1987, 1988, 1989, 1990, 1991, 1992, 1993, 1994, 1995, 1996, 1997 |
| Pirelli     | 14     | 2011, 2012, 2013, 2014, 2015, 2016, 2017, 2018, 2019, 2020, 2021, 2022, 2023, 2024                                                                         |
| Bridgestone | 11     | 1998, 1999, 2000, 2001, 2002, 2003, 2004, 2007, 2008, 2009, 2010                                                                                           |
| Dunlop      | 9      | 1958, 1959, 1960, 1961, 1962, 1963, 1964, 1965, 1969 |
| Michelin    | 5      | 1979, 1981, 1984, 2005, 2006 |
| Firestone   | 3      | 1968, 1970, 1972 |

### Per nazionalità
| Nazione     | Costruttori | Totale |
| ----------- | ----------- | ------ |
| Regno Unito | 10          | 34     |
| Italia      | 1           | 16     |
| Germania    | 1           | 8      |
| Austria     | 1           | 6      |
| Francia     | 2           | 3      |

## Record

### Campionati del mondo vinti consecutivamente

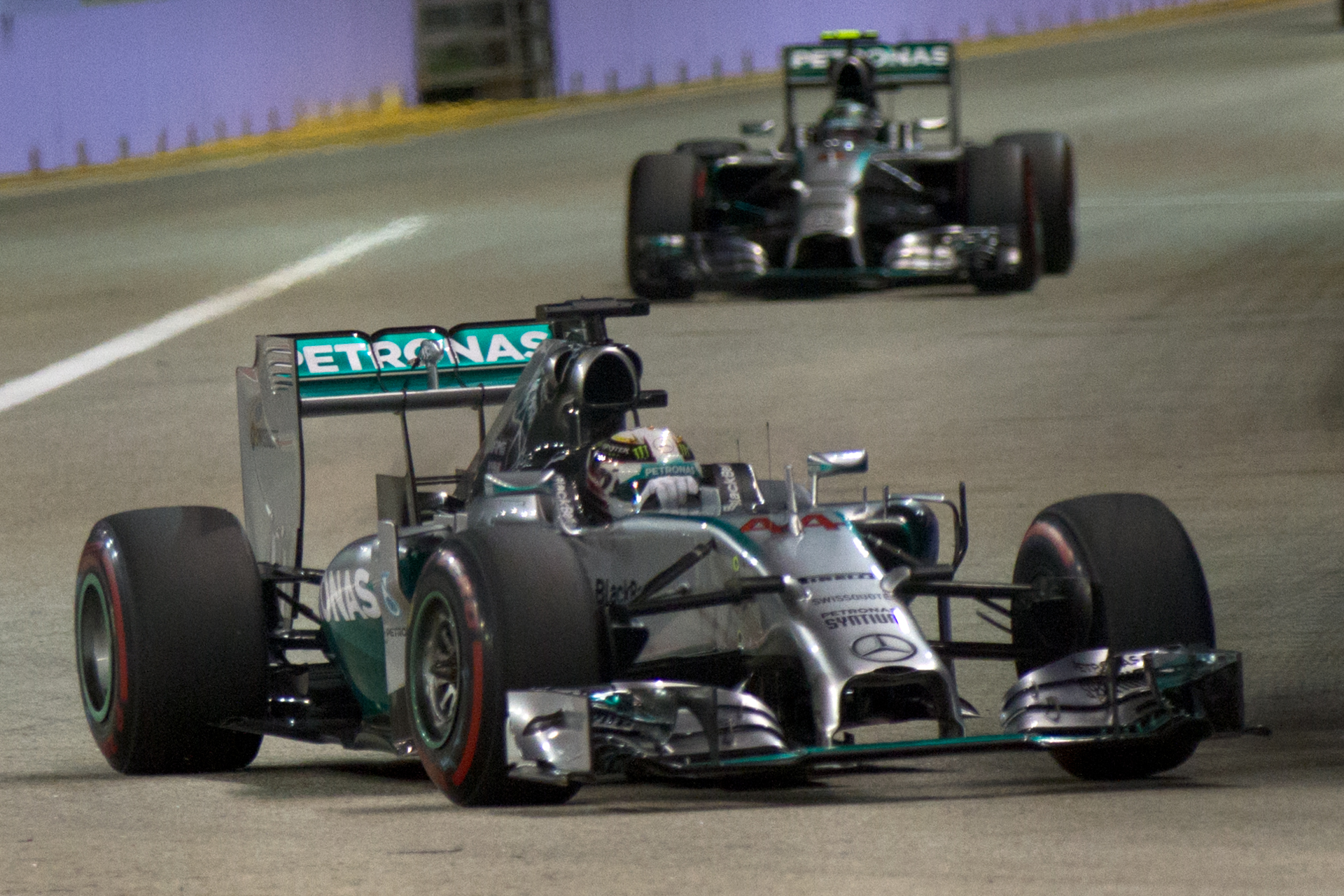
Le W05 che nella stagione diedero alla tedesca il primo dei suoi otto mondiali costruttori consecutivi, striscia-record nella storia della Formula 1.

| Pos. | Costruttore | Totale | Stagioni                        |
| ---- | ----------- | ------ | ------------------------------- |
| 1    | Mercedes    | 8      | 2014-2021                       |
| 2    | Ferrari     | 6      | 1999-2004                       |
| 3    | McLaren     | 4      | 1988-1991                       |
| =    | Red Bull    | 4      | 2010-2013                       |
| 5    | Ferrari     | 3      | 1975-1977                       |
| =    | Williams    | 3      | 1992-1994                       |
| 7    | Cooper      | 2      | 1959-1960                       |
| =    | Brabham     | 2      | 1966-1967                       |
| =    | Lotus       | 2      | 1972-1973                       |
| =    | Williams    | 2      | 1980-1981, 1986-1987, 1996-1997 |
| =    | Ferrari     | 2      | 1982-1983, 2007-2008            |
| =    | McLaren     | 2      | 1984-1985                       |
| =    | Renault     | 2      | 2005-2006                       |
| =    | Red Bull    | 2      | 2022-2023                       |